# Тоур Вильхьяульмссон
То́ур Ви́льхьяульмссон (исл. Thor Vilhjálmsson; 12 августа 1925, Эдинбург — 2 марта 2011, Рейкьявик) — современный исландский писатель.
Тоур Вильхьяульмссон получил известность как литературный стилист-экспериментатор. В 1968 году выходит из печати его повесть «Быстро-быстро птица говорила» (Fljótt, fljótt sagði fuglinn). Этим своим произведением писатель заинтересовывает литературную критику как новатор в языковом и формальном изложении. В этом же ключе создаётся в 1986 году и детективный роман «Пылающий Мох» (Grámosinn glóir), за который автор в 1988 году был награждён Литературной премией Северного Совета.
Роман «Утренняя песня в травах» (Morgunþula í stráum), написанный в 1998 году, посвящён средневековой Исландии, от эпохи народовластия и до норвежского завоевания.
В 1992 году получил Литературную премию Шведской академии.
В 2002 году в свет выходит роман «Свейгюр» (Sveigur).

## Избранная библиография
- 1950 Maðurinn er alltaf einn
- 1954 Dagar mannsins
- 1957 Andlit í spegli dropans
- 1968 Fljótt, fljótt sagði fuglinn
- 1970 Óp bjöllunnar
- 1972 Folda : þrjár skýrslur
- 1975 Fuglaskottís
- 1976 Mánasigð
- 1977 Skuggar af skýjum
- 1979 Turnleikhúsið
- 1986 Grámosinn glóir ISBN 1-899197-10-9)
- 1989 Náttvíg
- 1994 Tvílýsi
- 1998 Morgunþula í stráum
- 2002 Sveigur